# Zwarte Rivier

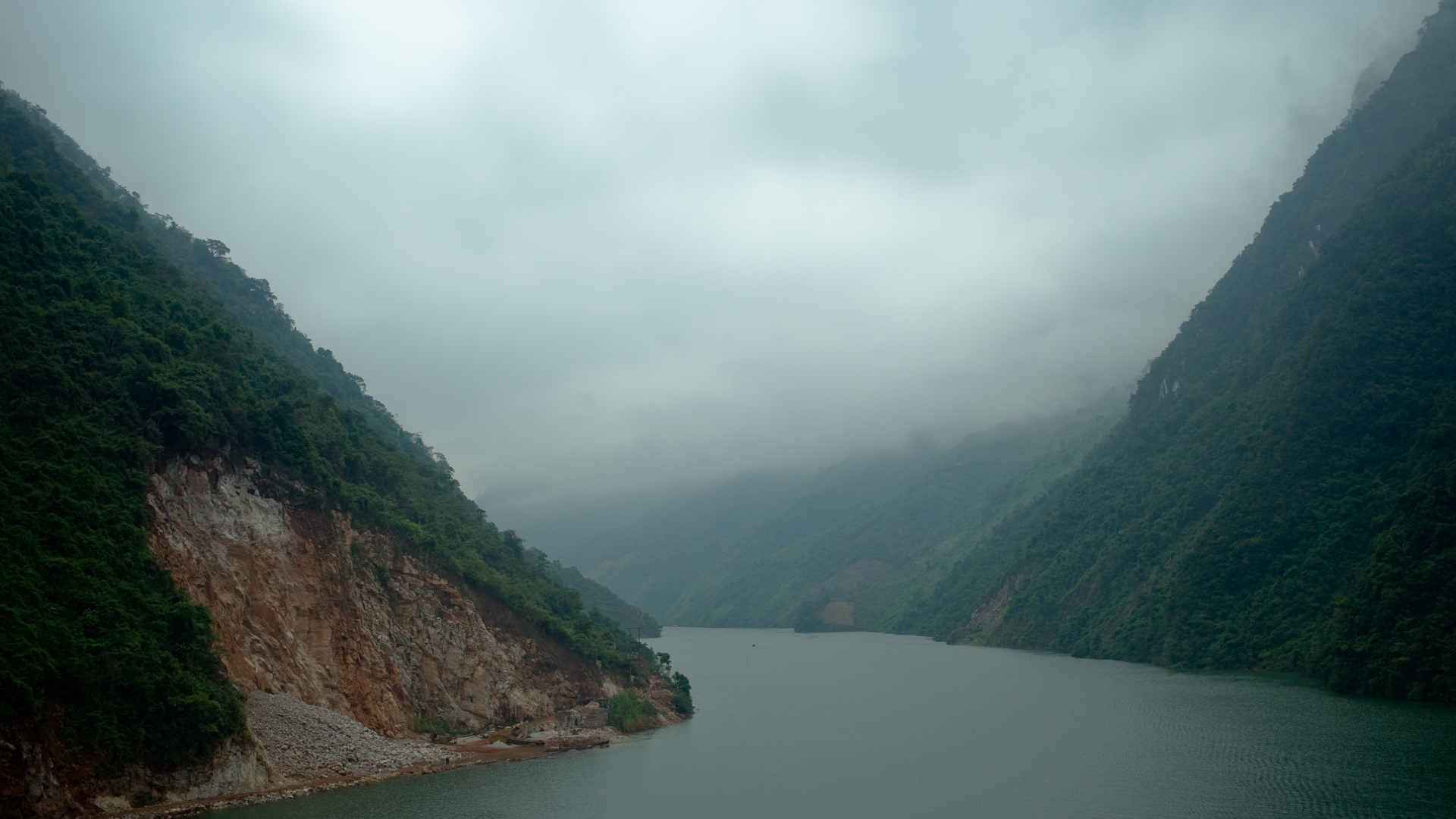
Đà

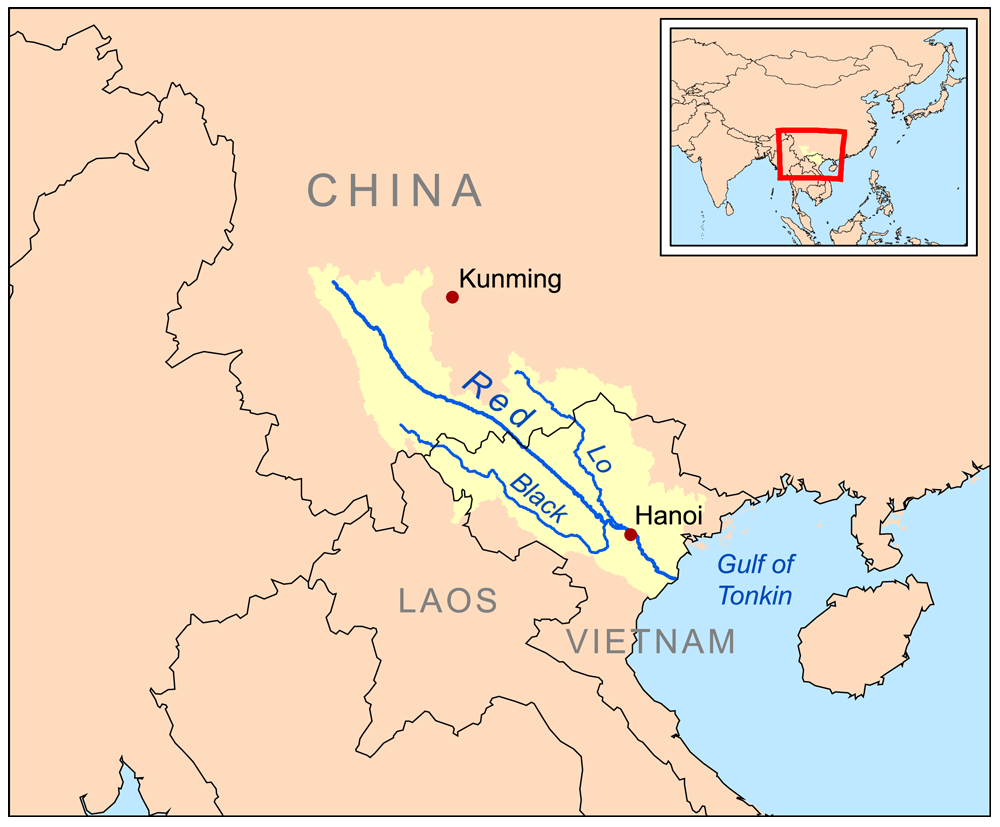
de loop van de Đà (Black) rivier

De Zwarte Rivier of de Đà is een rivier in het noorden van Vietnam. De rivier is een voortvloeiing van de Lixian, die door de provincie Yunnan in de Volksrepubliek China stroomt. In totaal is de rivier 527 kilometer lang.
De Lixian stroomt bij xã Mù Cả in de huyện Mường Tè in de provincie Lai Châu Vietnam binnen. Naast Lai Châu stroomt de rivier ook door de provincies Điện Biên, Sơn La om in Hòa Bình in het Hòa Bìnhmeer te stromen. Dit gebeurt in xã Tân Mai in de huyện Mai Châu. Ter hoogte van phường Tân Thịnh in de stad Hòa Bình stroomt de rivier weer noordwaarts, alwaar het de grens vormt tussen Hanoi en Phú Thọ. Ter hoogte van xã Phong Vân in de huyện Ba Vì in Hanoi stroomt de Đà in de Rode Rivier. De Đà is de belangrijkste zijrivier van de Rode Rivier en is goed voor 31 procent van de watertoevoer van die rivier.
Bij de stad Hòa Bình ligt er een dam in de rivier, de Hòa Bìnhdam. Die wordt gebruikt als waterkrachtcentrale en is de oorzaak van het ontstaan van het Hòa Bìnhmeer. In de provincie Sơn La wordt een nog grotere dam worden gebouwd, de Sơn Ladam. De waterkrachtcentrale die hierin komt, zal de grootste van heel Zuidoost-Azië zijn.
- National Archives and Records Administration: 10046420